# 邦達爾齊
50°16′59″N 28°28′37″E / 50.28306°N 28.47694°E
邦達爾齊（烏克蘭語：Бондарці），是烏克蘭北部的村莊，隸屬日托米爾州的日托米爾區。該村面積0.22平方公里，海拔高度220米，2001年人口48，人口密度每平方公里219.18人。